# 村山市

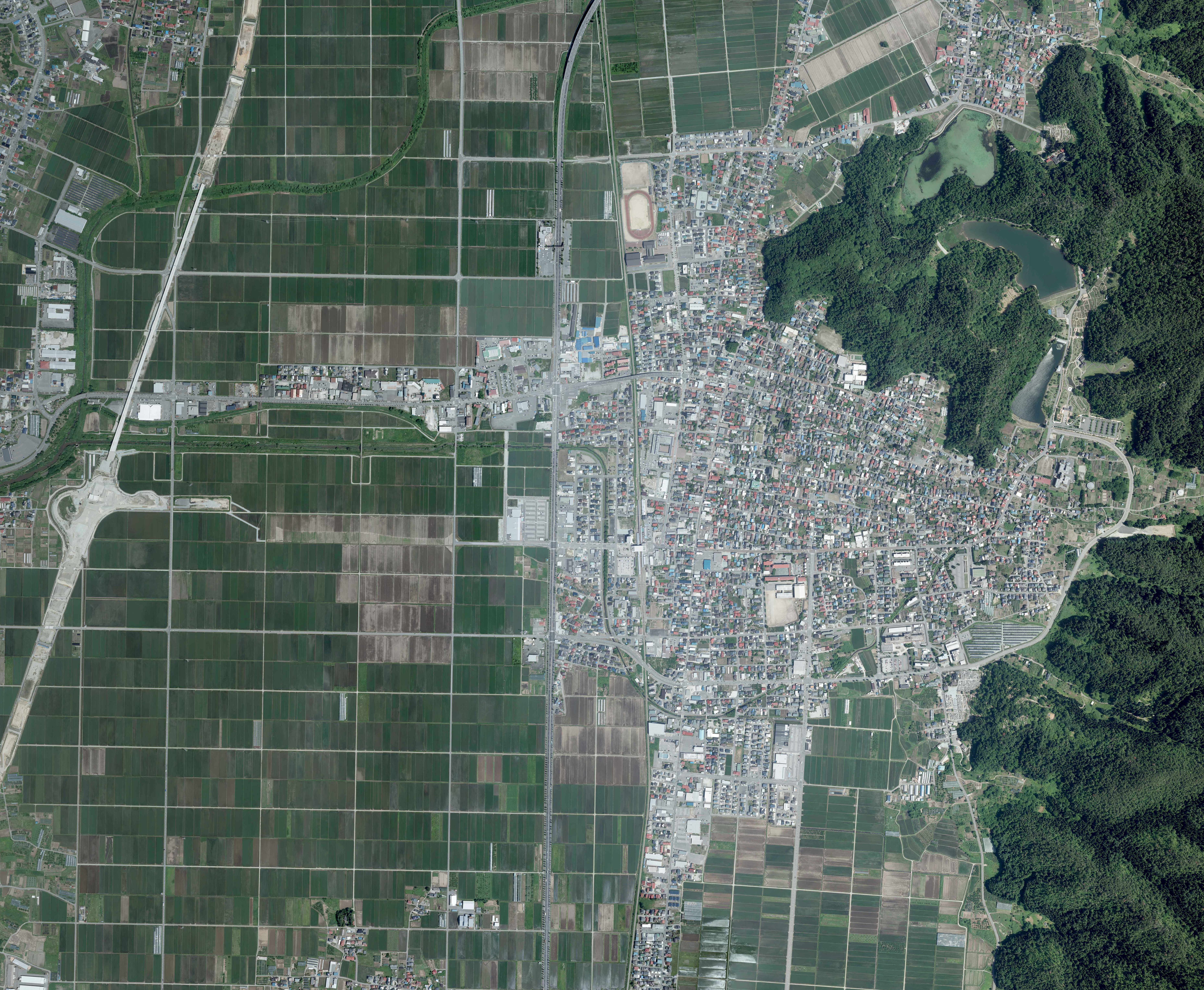
村山市中心部付近の空中写真。2018年7月2日撮影の9枚を合成作成。
。

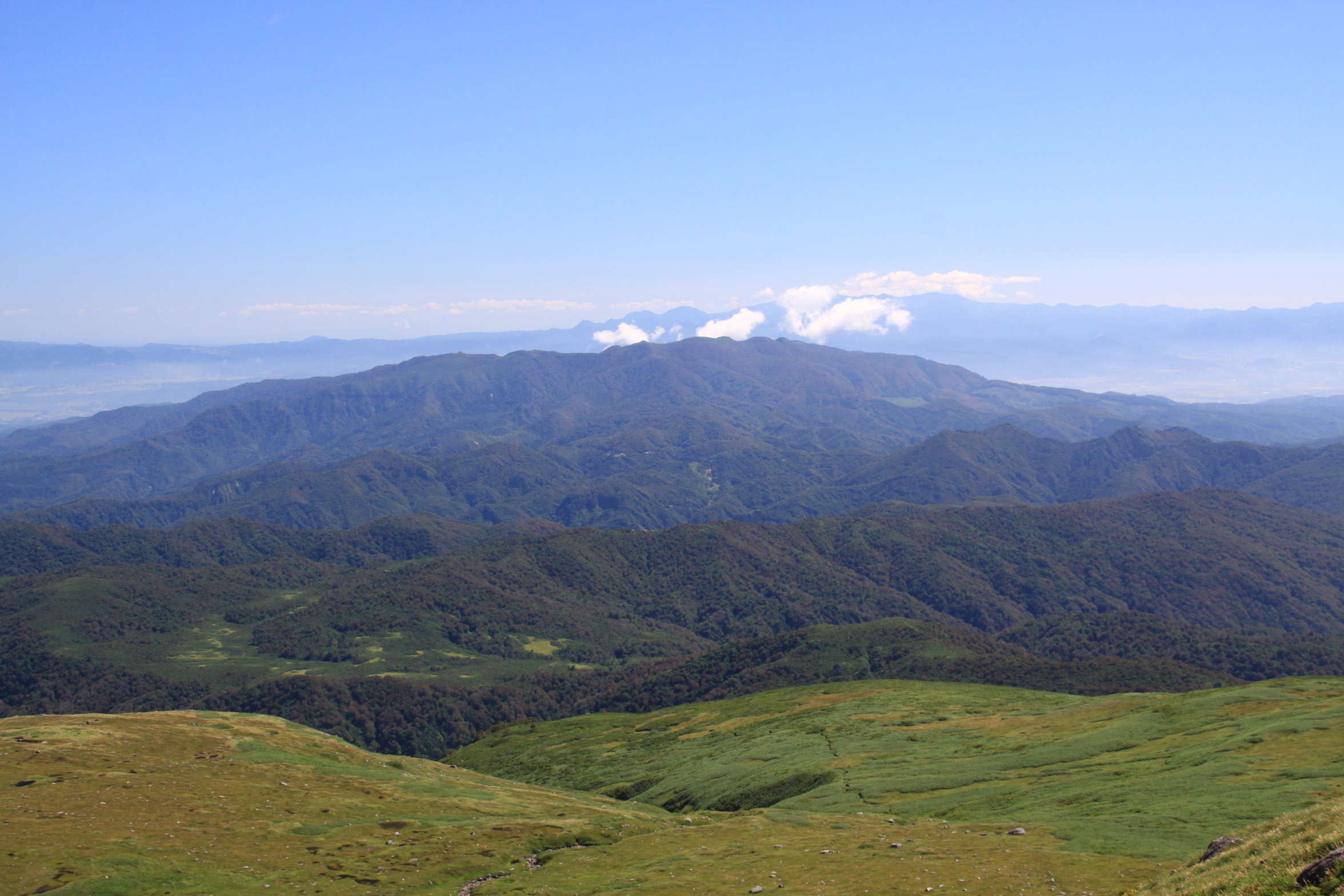
葉山

村山市（むらやまし）は、山形県中央部にある人口約2万3千人の市。旧北村山郡および西村山郡の一部。1954年（昭和29年）市制施行。

## 地理
東西に広い形をしており、東西を山（奥羽山脈と出羽丘陵）に囲まれ、中央には最上川（もがみがわ）が北に流れる。最上川はかつて舟運の道として使われており、当時「三難所」と呼ばれていた「碁点（ごてん）」「三ケ瀬（みかのせ）」「隼（はやぶさ）」が村山市内に集中して存在する。

### 人口
| |                                        |  |
| 村山市と全国の年齢別人口分布（2005年） | 村山市の年齢・男女別人口分布（2005年） |  |
| ■紫色 ― 村山市 ■緑色 ― 日本全国 | ■青色 ― 男性 ■赤色 ― 女性              |  |
| 村山市（に相当する地域）の人口の推移 \| 1970年（昭和45年） \| 34,130人 \| \| \| 1975年（昭和50年） \| 32,670人 \| \| \| 1980年（昭和55年） \| 32,324人 \| \| \| 1985年（昭和60年） \| 32,204人 \| \| \| 1990年（平成2年） \| 31,589人 \| \| \| 1995年（平成7年） \| 30,506人 \| \| \| 2000年（平成12年） \| 29,586人 \| \| \| 2005年（平成17年） \| 28,192人 \| \| \| 2010年（平成22年） \| 26,811人 \| \| \| 2015年（平成27年） \| 24,684人 \| \| \| 2020年（令和2年） \| 22,516人 \| \| |                                        |  |
| 総務省統計局 国勢調査より |                                        |  |
| 1970年（昭和45年） | 34,130人                               |  |
| 1975年（昭和50年） | 32,670人                               |  |
| 1980年（昭和55年） | 32,324人                               |  |
| 1985年（昭和60年） | 32,204人                               |  |
| 1990年（平成2年） | 31,589人                               |  |
| 1995年（平成7年） | 30,506人                               |  |
| 2000年（平成12年） | 29,586人                               |  |
| 2005年（平成17年） | 28,192人                               |  |
| 2010年（平成22年） | 26,811人                               |  |
| 2015年（平成27年） | 24,684人                               |  |
| 2020年（令和2年） | 22,516人                               |  |

## 気候
寒暖の差が大きく気温の年較差、日較差が大きい顕著な大陸性気候である。降雪量が多く、周辺の自治体と同様に特別豪雪地帯に指定されている。冬季は-15℃前後の気温が観測されることが珍しくなく、寒さが厳しい。
極値（2002年 - ）
| 要素     | 観測値 | 観測年月日    |
| -------- | ------ | ------------- |
| 最高気温 | 37.7℃  | 2025年8月4日  |
| 最低気温 | -17.3℃ | 2004年1月10日 |

| 村山（2002年 - 2020年）の気候      | 村山（2002年 - 2020年）の気候 | 村山（2002年 - 2020年）の気候 | 村山（2002年 - 2020年）の気候 | 村山（2002年 - 2020年）の気候 | 村山（2002年 - 2020年）の気候 | 村山（2002年 - 2020年）の気候 | 村山（2002年 - 2020年）の気候 | 村山（2002年 - 2020年）の気候 | 村山（2002年 - 2020年）の気候 | 村山（2002年 - 2020年）の気候 | 村山（2002年 - 2020年）の気候 | 村山（2002年 - 2020年）の気候 | 村山（2002年 - 2020年）の気候 |
| 月                                 | 1月                           | 2月                           | 3月                           | 4月                           | 5月                           | 6月                           | 7月                           | 8月                           | 9月                           | 10月                          | 11月                          | 12月                          | 年                            |
| ---------------------------------- | ----------------------------- | ----------------------------- | ----------------------------- | ----------------------------- | ----------------------------- | ----------------------------- | ----------------------------- | ----------------------------- | ----------------------------- | ----------------------------- | ----------------------------- | ----------------------------- | ----------------------------- |
| 最高気温記録 °C （°F）             | 12.2 (54)                     | 18.3 (64.9)                   | 22.3 (72.1)                   | 29.1 (84.4)                   | 33.6 (92.5)                   | 34.9 (94.8)                   | 37.3 (99.1)                   | 37.7 (99.9)                   | 35.6 (96.1)                   | 30.0 (86)                     | 22.7 (72.9)                   | 17.8 (64)                     | 37.7 (99.9)                   |
| 平均最高気温 °C （°F）             | 2.2 (36)                      | 3.3 (37.9)                    | 8.0 (46.4)                    | 15.5 (59.9)                   | 22.2 (72)                     | 25.7 (78.3)                   | 28.0 (82.4)                   | 29.9 (85.8)                   | 25.7 (78.3)                   | 19.1 (66.4)                   | 12.0 (53.6)                   | 5.0 (41)                      | 16.4 (61.5)                   |
| 日平均気温 °C （°F）               | −1.2 (29.8)                   | −0.7 (30.7)                   | 2.8 (37)                      | 8.9 (48)                      | 15.4 (59.7)                   | 19.9 (67.8)                   | 23.2 (73.8)                   | 24.5 (76.1)                   | 20.1 (68.2)                   | 13.3 (55.9)                   | 6.8 (44.2)                    | 1.5 (34.7)                    | 11.2 (52.2)                   |
| 平均最低気温 °C （°F）             | −5.2 (22.6)                   | −5.0 (23)                     | −1.8 (28.8)                   | 2.8 (37)                      | 9.1 (48.4)                    | 15.0 (59)                     | 19.4 (66.9)                   | 20.3 (68.5)                   | 15.6 (60.1)                   | 8.2 (46.8)                    | 2.5 (36.5)                    | −1.8 (28.8)                   | 6.6 (43.9)                    |
| 最低気温記録 °C （°F）             | −17.3 (0.9)                   | −15.1 (4.8)                   | −11.1 (12)                    | −4.1 (24.6)                   | −0.1 (31.8)                   | 6.4 (43.5)                    | 11.7 (53.1)                   | 12.7 (54.9)                   | 4.7 (40.5)                    | −0.6 (30.9)                   | −5.2 (22.6)                   | −12.0 (10.4)                  | −17.3 (0.9)                   |
| 降水量 mm （inch）                 | 123.6 (4.866)                 | 77.5 (3.051)                  | 70.8 (2.787)                  | 65.2 (2.567)                  | 65.8 (2.591)                  | 91.4 (3.598)                  | 169.3 (6.665)                 | 124.8 (4.913)                 | 106.6 (4.197)                 | 103.8 (4.087)                 | 100.7 (3.965)                 | 144.6 (5.693)                 | 1,250.1 (49.217)              |
| 平均降水日数 （≥1.0 mm）           | 20.1                          | 14.9                          | 12.9                          | 10.4                          | 9.0                           | 9.0                           | 13.1                          | 10.2                          | 9.8                           | 11.5                          | 14.1                          | 19.4                          | 154.3                         |
| 平均月間日照時間                   | 57.2                          | 77.7                          | 133.6                         | 172.6                         | 201.7                         | 186.7                         | 143.6                         | 183.5                         | 146.0                         | 127.1                         | 98.1                          | 59.3                          | 1,591                         |
| 出典1：Japan Meteorological Agency |                               |                               |                               |                               |                               |                               |                               |                               |                               |                               |                               |                               |                               |
| 出典2：気象庁                      |                               |                               |                               |                               |                               |                               |                               |                               |                               |                               |                               |                               |                               |

## 歴史

### 市域の変遷
- 1954年
  - 11月1日 - 北村山郡楯岡町、西郷村、大倉村、大久保村、富本村、戸沢村が合併し、村山市発足。
  - 12月1日 - 袖崎村を編入。
- 1955年
  - 1月1日 - 大高根村を編入。
  - 4月1日 - 村山市中五十沢地区と横内地区が、尾花沢町に編入。
  - 10月10日 - 大石田町新田地区と西山地区を編入。
  - 11月1日 - 東根市大字猪野沢・東根・六田・沼沢・長瀞の各一部を編入。
- 1963年
  - 8月1日 - 村山市荒小屋地区が、河北町に編入。
- 1983年
  - 9月 - 全国の市の中で最も早く情報公開条例を制定した。
- 1990年
  - 2月9日 - 西村山郡河北町と境界変更。

## 行政

### 市長
- 志布隆夫（3期目）
- 任期：2025年9月10日

### 歴代市長
| 代    | 氏名       | 就任年月日     | 退任年月日    | 備考 |
| ----- | ---------- | -------------- | ------------- | ---- |
| 初-2  | 伊藤興道   | 1954年12月20日 | 1962年        |      |
| 3-4   | 伊藤芳夫   | 1962年11月8日  | 1970年11月7日 |      |
| 5     | 結城吉之助 | 1970年11月8日  | 1974年11月7日 |      |
| 6-7   | 大戸正彦   | 1974年11月8日  | 1982年        |      |
| 8-12  | 佐藤昌一郎 | 1982年6月6日   | 2002年6月5日  |      |
| 13    | 菊池汪夫   | 2002年6月6日   | 2005年        |      |
| 14-15 | 佐藤清     | 2005年9月11日  | 2013年9月10日 |      |
| 16-18 | 志布隆夫   | 2013年9月11日  |               | 現職 |

※歴代市長

### 市議会
→詳細は「村山市議会」を参照

## 警察
- 村山警察署

## 産業

### 郵便局
- 村山郵便局（集配局）
- 村山大久保郵便局 （集配局）
- 白鳥郵便局 （集配局）
- 大高根郵便局
- 河島郵便局
- 袖崎郵便局
- 富本郵便局
- 村山北町郵便局
- 大倉簡易郵便局
- 岩野簡易郵便局
- 山内簡易郵便局
- 森山簡易郵便局

### 金融機関
- 山形銀行楯岡・大久保支店 - 村山市指定金融機関
- きらやか銀行楯岡支店
- 東北労働金庫村山支店
- 北郡信用組合本店

## 姉妹都市・友好都市
国内
- 厚岸町（北海道厚岸郡・釧路総合振興局）
  - 1991年（平成3年）7月15日友好都市提携
- 台東区（東京都）
  - 2008年（平成20年）10月25日友好都市提携

海外
- ヤクーツク市（ロシア連邦 サハ共和国）
  - 1992年（平成4年）4月21日姉妹都市提携
- バリー市（カナダ）
  - 2017年（平成29年）10月30日友好都市提携

## 教育
高等学校
- 山形県立村山産業高等学校

中学校
- 村山市立葉山中学校
（2004年4月に、村山市立葉山中学校、村山市立戸沢中学校、村山市立大高根中学校の3校が統合されて開校）
- 村山市立楯岡中学校
（2005年4月に、村山市立楯岡中学校、村山市立袖崎中学校、村山市立西郷中学校の3校が統合されて開校）

小学校
- 村山市立楯岡小学校
- 村山市立袖崎小学校
- 村山市立西郷小学校
- 村山市立戸沢小学校
- 村山市立大久保小学校
- 村山市立富並小学校
- 村山市立冨本小学校

## 社会教育施設
- 村山市民会館
- 村山市民体育館

### 村山市立図書館
村山市の図書館は、地元名士の喜早彦太が開館させた喜早図書館に始まる。喜早は進学のために東京にいる間、たびたび東京書籍館を訪れては本を読んでいた。その経験から図書館の有用さを体験し、地域への奉仕のために図書館建設の意志をあらわにした。喜早の図書館は自宅周辺の土地1155平方メートルに建てられることになり、1918年5月7日に工事が着工、翌年9月20日に竣工、その建設費用は116,400円を要した。図書の購入にも喜早の私財が投入され、最終的に図書館の開館に要した費用は約165,000円にもふくれあがった。
1920年10月10日に喜早図書館は開館の日を迎えた。開館に当たっては当時の東京大学付属図書館長・和田廣吉、山形県知事・依田銈次郎が式典に出席し、日本図書館協会長・坪谷善四郎が祝の詞を贈った。1923年に図書館は財団法人喜早図書館として認可を受け、補助金が下りるようになったが、その後も私財が投じられている。
1947年、楯岡町に簡易裁判所と区検察庁が設置されることになったが、庁舎に適した建物がなかったことから、喜早図書館に同居させられた（なお、両施設は、1950年度に庁舎が建てられ、移転している）。この同居により、図書館サービスの質は著しく低下し、貸出のみの業務となった。1949年、図書館建物が裁判所の所有になるという噂を聞きつけた町は、「図書館を町のものさせて欲しい」と願い出る文書を図書館側へ送り、1951年4月3日に楯岡町へ図書館が寄贈された。楯岡町に喜早図書館が寄贈されたことで図書館は楯岡町図書館と改名された。村山市が誕生すると「村山市立公民館図書部」に改名され、1979年にようやく「村山市立図書館」として開館した。
2016年現在は甑葉プラザに入居する形で図書館が運営されている。移転後の旧館は、1億円以上を投じて全面的な改装を施す案、4千万円程度で規模を縮小した改装を施す案、同額程度で閉架書庫とする案、1千万円程度で取り壊し、跡地を公園とする案が上がったが、町内会が廃墟化を恐れたことから、取り壊す方向で決まり、取り壊された。

## 交通

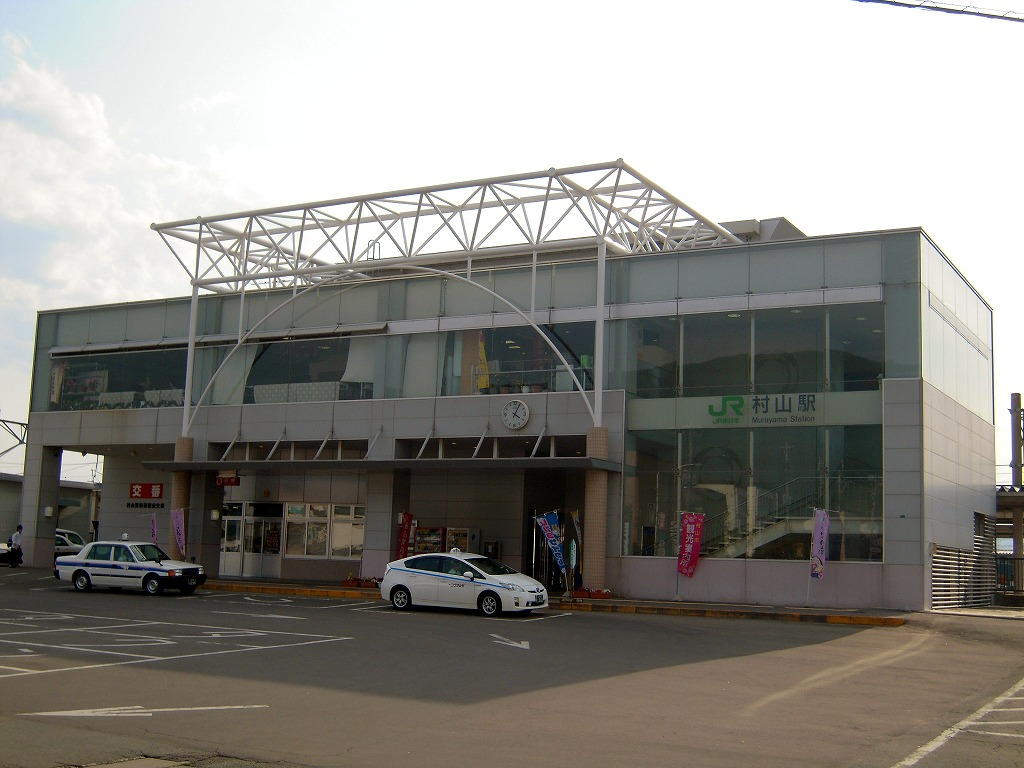
村山駅

### 鉄道路線
山形新幹線の村山駅がある。なお、村山駅は山形新幹線の山形 - 新庄間開通に合わせて、1999年（平成11年）12月4日に楯岡（たておか）駅から改称された。
- 東日本旅客鉄道（JR東日本）
  - 奥羽本線（山形線、山形新幹線）：村山駅、袖崎駅
- 中心となる駅
  - 村山駅

### 路線バス
- 山交バス
- 村山市営バス

### 道路
高速道路
E13 東北中央自動車道：村山IC - 村山名取IC - 村山本飯田IC - 大石田村山IC
一般国道
国道13号、国道347号
都道府県道
主要地方道
山形県道25号寒河江村山線
山形県道29号尾花沢関山線
山形県道36号新庄次年子村山線
一般県道
　  山形県道120号東根尾花沢線
　  山形県道285号湯野沢寒河江線
　  山形県道294号大久保村山停車場線
　  山形県道299号樽石河北線
　  山形県道300号樽石碁点線
　  山形県道302号上五十沢構内線
　  山形県道303号東根長島線
　  山形県道381号村山大石田線
　　

### 空港
市域内に空港はない。最寄りの空港は東根市の山形空港である。

## 食文化
大石田町や尾花沢市と並び蕎麦の実の生産が盛んであり、村山市の西部には最上川を挟んで最上川三難所そば街道が存在する。田舎蕎麦として知られる板そばを提供している店が多い。
ひっぱりうどんの発祥の地でもある。

## 観光ほか

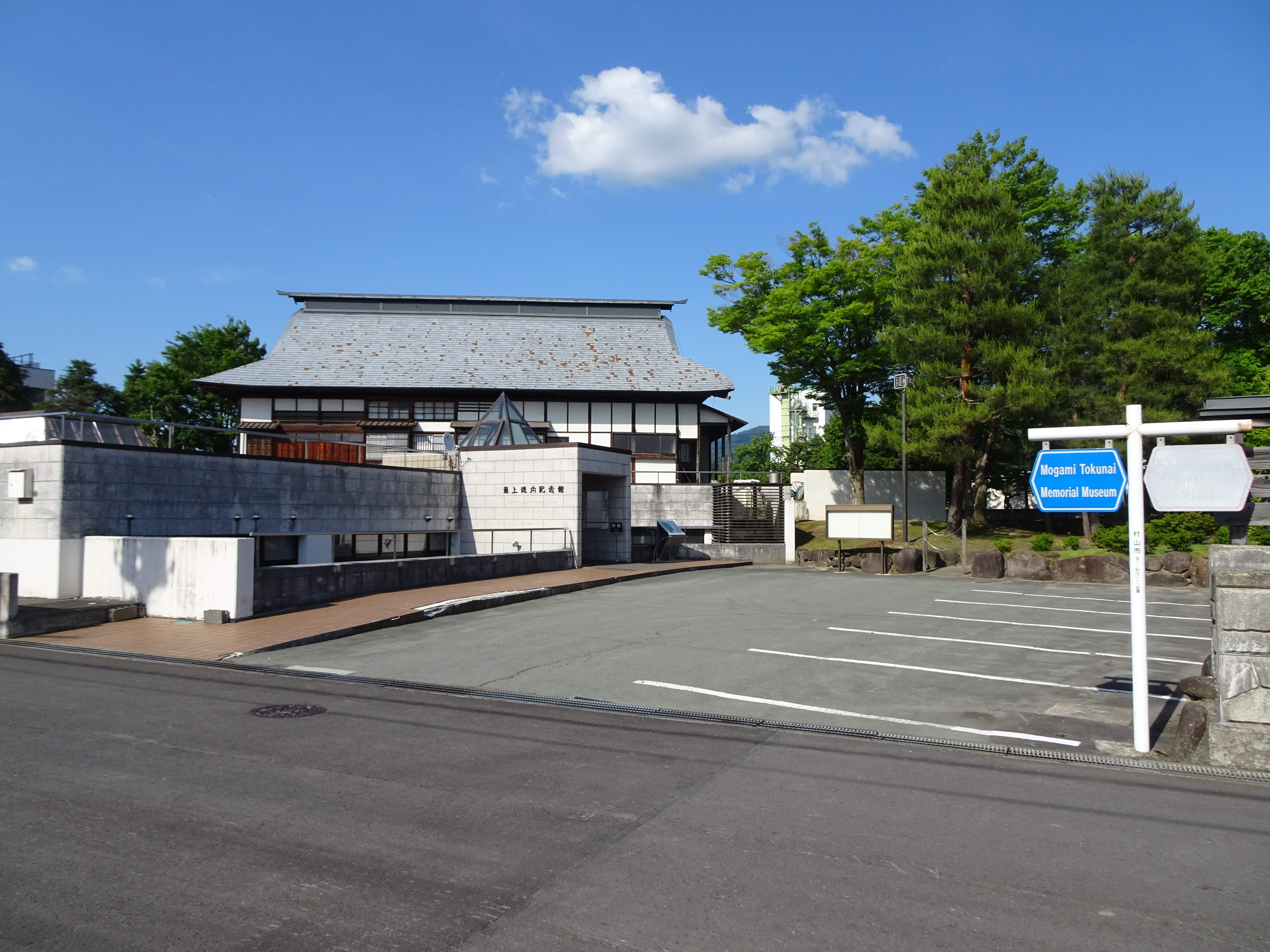
最上徳内記念館

- 徳内まつり
北方探検家の最上徳内にちなんだ祭り。祭りのメインとなる「徳内ばやし」は、厚岸町の厚岸囃子を基にした、鳴子を用いるYOSAKOIソーラン系の踊り。
- 東沢バラ公園（かおり風景100選）
- 碁点温泉（国民保養温泉地）
- さくらんぼカントリークラブ
- 最上徳内記念館
- 段々ロングな雛まつり

## 著名な出身者
- あだちとか : 漫画家、安達のみ
- 小川徳男 ：自動車技術者、元トヨタ輸送社長、元日本陸送協会会長
- 林崎甚助 : 居合の始祖
- 最上徳内 : 北方探検家
- 設楽博 : アニメーション監督
- 高橋節 : 元山形県副知事、元山形県スポーツ振興21世紀協会理事長、元モンテディオ山形社長
- 村川千秋 : 指揮者
- 村川透 : 映画監督
- 藤田千枝 : フリーアナウンサー（元NHK山形放送局契約キャスター）
- 結城章夫 : 山形大学学長、元文部科学事務次官
- 小山孝雄 : 政治家、元参議院議員
- 菊池大二郎 : 政治家、衆議院議員
- 清美岳太 : 大相撲力士
- 傷彦：ザ・キャプテンズ
- 松岡俊三：政治家、元衆議院議員
- 平塚柚希：NHKアナウンサー
- 喜早伊右衛門
- 高橋勝兵衛
- 楯岡氏